# Рубен Сінклер
Рубен Сінклер (англ. Reuben Sinclair; 5 грудня 1911 — 27 серпня 2023) — канадський ветеран та довгожитель, вік якого підтверджено Групою геронтологічних досліджень (GRG) та Групою LongeviQuest (LQ). Він був найстарішим живим чоловіком у Канаді. Також був найстарішим живим ветераном Другої світової війни. На момент смерті він був 4-м найстарішим живим чоловіком у світі, після Хуана Вісенте Переса Мори, Ефраїна Антоніо Ріоса Гарсії та Еусебіо Кінтеро Лопеса. Він входить до 70 найстаріших підтверджених чоловіків у світі. Помер у віці 111 років 265 днів.

## Біографія
Рубен Сінклер народився 5 грудня 1911 року в Ліптоні, Саскачеван, Канада. Його батьками були Іцок Сінклер та Фраїда Сінклер. У нього було 2 брата (Сол та Джо) і 2 сестри (Самуель та Клара).
Під час Другої світової війни Сінклер вступив до  Королівських військових повітряних сил Канади, на той час його молодший брат служив в армії. Після війни Сінклер страждав від мігрені.
Він одружився з жінкою на ім'я Іда, у них було троє дітей. У 1964 році вони переїхали до Каліфорнії, США. Там він працював у меблевому магазині в Анахаймі.
У 1994 році його дружина Іда перенесла інсульт і того ж року Сінклери повернулися до Британської Колумбії, Канада. У 1996 році Іда померла.
Станом на листопад 2021 року у нього 
було 6 внуків, 16 правнуків та один праправнук. На той час всі його діти були ще живі.
У віці 109 років у березні 2021 року, він отримав першу вакцину проти COVID-19.
Рубен Сінклер помер 27 серпня 2023 року в Річмонді, Британська Колумбія, Канада у віці 111 років і 265 днів. Після його смерті найстарішим живим чоловіком у Канаді став Джеймс Флойд.

## Рекорди довгожителя
- 19 червня 2021 року, після смерті 109-річного Тома Ламбі, Рубен Сінклер став найстарішим канадським ветераном Другої світової війни[10].
- 12 лютого 2022 року, після смерті 111-річного Джа Хенг Лі, Рубен Сінклер став найстарішим живим чоловіком у Канаді.
- 4 жовтня 2022 року після смерті 111-річного Езри Хілла, Рубен Сінклер став найстарішим живим ветераном Другої світової війни[11].
- 17 квітня 2023 року після смерті Сантоса Ільдебрандо Ріваса Гарсії, Рубен Сінклер став 4-м найстарішим живим чоловіком у світі, чий вік був підтверджений.